# Arabis balansae
Arabis balansae är en korsblommig växtart som beskrevs av Pierre Edmond Boissier och Georges François Reuter. Arabis balansae ingår i släktet travar, och familjen korsblommiga växter. Inga underarter finns listade i Catalogue of Life.